# Мевіс-Грінд
60°23′53″ пн. ш. 1°23′06″ зх. д. / 60.398055555556° пн. ш. 1.385° зх. д.
Мевіс-Грінд (давньоскан. Mæfeiðs grind або Mæveiðs grind, що означає «ворота вузького перешийка»)  — вузький перешийок, що з'єднує півострів Нортмавіне з рештою острова Мейнленд у Шетландських островах, Шотландія.
Вважається, що це єдине місце у Великій Британії, де можна перекинути камінь через сушу з Північного моря до Атлантичного океану. Це регулярний пункт мандрівок видр, які на Шетландських островах живуть у морі. У 1999 році місцеві волонтери успішно допомогли продемонструвати, чи могли кораблі вікінгів переправляти через перешийок, замість того, щоб плавати навколо кінця острова. По Мевіс-Грінд пролягає головна дорога A970 до Хіллсвіка на північному заході Шетландських островів довжиною близько двох миль (3,2 км) на захід від поселення Брає .
Поруч знайдено залишки поселення доби пізньої бронзи.